# إبراهيم إلهامي باشا
الأمير إبراهيم إلهامي باشا (القاهرة 1252 هـ (3 يناير 1836) ـ الآستانة 1277 هـ (9 سبتمبر 1860)) إبراهيم إلهامي باشا هو الابن الأكبر لعباس باشا الأول ابن أحمد طوسون باشا ابن محمد علي باشا، ولد في القاهرة 1836م، وتوفي في إستانبول في سبتمبر 1860م عن عمر يناهز 24 عاما بعد غرق مركبه في مضيق البوسفور بالقرب من سراي بيبك، ودفن في ضريح حوش الباشا بمقابر الإمام الشافعي بالقاهرة، تزوج من منيرة سلطان ابنة السلطان عبد المجيد الأول وتم إهداؤهما قصرا خاصا بالزواج في مدينة إسطنبول وتحديدا منطقة فندقلي Findekli، بالإضافة لزواجه من نسرين قادين وجاسمين أهو قادين وعشق بايرن قادين، وأنجب ثلاثة أميرات ولدن جميعا بمدينة إستانبول التركية، أكبرهن أمينة هانم والتي تزوجت من الخديوي توفيق أكبر أبناء الخديوي إسماعيل، وتوحيدة هانم، وأصغرهم زينت هانم التي تزوجت من محمود حمدي باشا خامس أبناء الخديوي إسماعيل.
ويعرف أيضا بكونه ابن والي مصر عباس الأول من زوجته ماهواش قادين. درس الفنون العسكرية بمدرسة العباسية، ثم عُيِّن ناظرًا للجهادية. وفي سنة 1269 هـ توجه إلى الآستانة ونزل في ضيافة السلطان عبد المجيد خان، فجعله نسيبًا له (داماد) وزوّجه إحدى بناته (الأميرة منيرة سلطان) في 31 يوليو 1857، ورُزق منها بنتًا واحدة هي أمينة هانم إلهامي زوجة الخديوي توفيق ووالدة الخديوي عباس حلمي الثاني.
أما عن أمينة هانم فهي ابنة إبراهيم إلهامي باشا(*) بن عباس حلمي الأول ابن طوسون بن محمد علي باشا، وإبنة منيرة هانم سلطان ابنة السلطان عبد المجيد سلطان الدولة العثمانية، تزوجها الخديوي محمد توفيق قبل وصوله إلى العرش بنحو ست سنوات، وتحديداً عام 1873م وكان عمرها آنذاك 15 عام. تزوجت في حفل زفاف فخم أُقيم مع حفل زفاف ثلاثة من أشقاء الأمير وعُرف باسم «أفراح الأنجال» وحضره عدد من الضيوف المحليين والأجانب وعرض الشوار (جهاز العروس) على عربات وطاف به أرجاء المحروسة لمدة 10 أيام، ليشاهده الناس وذبحت الدبائح لإطعام الفقراء، وعزفت الموسيقى في أرجاء الشوارع، واستمرت الاحتفالات لمدة شهر كامل وقدٌم الطعام للعامة أربعة أيام في الأسبوع. وفي عام 1874م، أنجبت أمينة هانم إلهامي الخديوي عباس حلمي الثاني، ومن بعده الامير محمد علي والأميرة خديجة والأميرة نعمت هانم، وقد أوقفت أمينة هانم حياتها واهتمامها وتبرعاتها على العمل العام وكفالة المساكين والمرضى في الجمعيات الخيرية فلُقّبت بـلقب «أم المحسنين». كما عُرفت بسيدة التعليم الأولى في مصر، حيث أنشأت عام 1911م ما يُعرف بالمدارس الإلهامية الصناعية الزخرفية، لإحياء الفن الإسلامي، وكانت تدعم كل من لديه موهبة في هذا النوع من الفن، بالإضافة لإنشائها للمدارس الإلهامية الإبتدائية للبنات، والإلهامية الثانوية للبنين، والإلهامية الصناعية، والإلهامية لتعليم التطريز الفرعوني والإسلامي في الأثاث والزخارف، وأرسلت العديد من البعثات الدراسية على نفقتها الخاصة حيث خصص لها الخديوي 600 كيس من النقود سنويا مصروف شخصي، كانت تنفقها جميعا على المدارس المصرية.
كما أسهمت في بناء بعض المباني العمرانية بمدينة القاهرة مثل القبة الضخمة الموجودة بصحراء المماليك والمعروفة بقبة أفندينا (ضريح الخديوي توفيق) على الطراز الإسلامي المملوكي، وسبيل أم محمد علي الصغير الذي بُني في 1869م، ويقع في شارع الجمهورية ميدان رمسيس بحي الأزبكية بمدينة القاهرة. وقد كان قصر الدوبارة المطل على نهر النيل أيضا المقر الشتوي لإقامتها، أما بيتها الصيفي فقد كان يقع في منطقة بيبك في مدينة إستانبول التركية، وهو ما يتناوله هذا البحث بنوع من التفصيل ويشار إليه ويعرف حتى الآن بقصر الوالدة باشا.
توفي إبراهيم إلهامي باشا غرقًا في مضيق البوسفور في أسكدار سنة 1277 هـ، ونُقل جثمانه إلى مصر حيث دُفن.